# Anil Kaul
Anil Kaul– (Amritsar, India, 25 de diciembre de 1964) es un deportista canadiense que compitió en bádminton. Ganó dos medallas en los Juegos Panamericanos de 1995, oro en dobles y plata en dobles mixto.

## Palmarés internacional
| Juegos Panamericanos | Juegos Panamericanos      | Juegos Panamericanos | Juegos Panamericanos |
| Año                  | Lugar                     | Medalla              | Prueba               |
| -------------------- | ------------------------- | -------------------- | -------------------- |
| 1995                 | Mar del Plata (Argentina) | Medalla de oro       | Dobles               |
| 1995                 | Mar del Plata (Argentina) | Medalla de plata     | Dobles mixto         |